# Edward G. Robinson
Edward G. Robinson (tên khai sinh Emanuel Goldenberg; tiếng Yid: ײמאַנועל גאָלדענבערג; 12 tháng 12 năm 1893 - 26 tháng 1 năm 1973) là một diễn viên người Mỹ gốc România. Là một ngôi sao nổi tiếng trên sân khấu và màn ảnh trong suốt thời đại vàng son của Hollywood, ông xuất hiện trong 40 vở kịch Broadway và hơn 100 bộ phim trong suốt sự nghiệp kéo dài 50 năm. Ông được nhớ đến với những vai diễn cứng rắn như là một tay xã hội đen, chẳng hạn như các phim Little Caesar, và Key Largo.
Trong thập niên 1930 và 1940, ông là một công khai phê phán chủ nghĩa phát xít và chủ nghĩa Quốc xã đang nổi lên ở châu Âu trong giai đoạn trước và trong Thế chiến thứ hai. Ong đóng góp trên 250.000 đô la cho trên 850 tổ chức về cứu trợ nạn nhân chiến tranh, cũng như các đoàn thể văn hóa, giáo dục và tôn giáo. Trong thập niên 1950, ông bị triệu tập để làm chứng tại House Un-American Activities Committee trong thời kỳ Khủng hoảng đỏ, tuy nhiên ông không hề có liên quan tới Cộng sản.
Các vai diễn của Robinson có thể kể tới: viên thanh tra bảo hiểm trong phim noir Double Indemnity, Dathan (kẻ thù của Moses) trong The Ten Commandments, và vai diễn cuối cùng trong phim khoa học viễn tưởng Soylent Green. Robinson nhận giải Oscar danh dự vào năm 1973 sau khi ông mất nhờ những đóng góp trong ngành công nghiệp điện ảnh. Ông xếp thứ 24 trong Viện phim Mỹ danh sách 25 ngôi sao nam vĩ đại nhất của điện ảnh Mỹ trong quá khứ.

## Tuổi trẻ
Robinson tên khai sinh là Emanuel Goldenberg. Ông sinh ra trong một gia đình người România-Do Thái nói tiếng Yiddish ở Bucharest, mẹ là Sarah (nhũ danh Guttman) và cha là Morris Goldenberg, một thợ xây.
Sau khi các anh em của ông bị một nhóm người bài Do Thái hành hung, gia đình ông quyết định di cư tới Hoa Kỳ. Robinson tới Thành phố New York vào ngày 21 tháng 2, 1904. "Tôi [như] được sinh ra lần nữa tại đảo Ellis", ông viết. "Cuộc sống của tôi thực sự bắt đầu khi tôi 10 tuổi." Ông lớn lên tại Lower East Side,:91 và làm lễ Bar Mitzvah đầu tiên tại First Roumanian-American Congregation, và đi học tại Trường Trung học Townsend Harris và sau đó học đại học ở City College of New York, với mong ước trở thành một luật sư hình sự. Niềm đam mê đối với diễn xuất và biểu diễn trước công chúng giúp ông giành một học bổng của Học viện Nghệ thuật Sân khấu Mỹ. Từ đây ông bắt đầu đổi tên là Edward G. Robinson (G. là viết tắt cho họ của ông).
Ông phục vụ trong Hải quân Hoa Kỳ trong Thế chiến thứ nhất, nhưng chưa từng được ra nước ngoài chiến đấu.

## Sự nghiệp điện ảnh
- Arms and the Woman (1916)
- The Bright Shawl (1923)
- The Hole in the Wall (1929)
- An Intimate Dinner in Celebration of Warner Brothers Silver Jubilee (1930) (short subject)
- The Kibitzer (1930) (screenplay)
- Night Ride (1930)
- A Lady to Love (1930)
- Outside the Law (1930)
- East Is West (1930)
- The Widow from Chicago (1930)
- How I Play Golf by Bobby Jones No. 10: Trouble Shots (1931) (short subject)
- Little Caesar (1931) với Douglas Fairbanks, Jr.
- The Stolen Jools (1931) (short subject) với Wallace Beery
- Smart Money (1931) với James Cagney
- Five Star Final (1931)
- The Hatchet Man (1932)
- Two Seconds (1932)
- Tiger Shark (1932)
- Silver Dollar (1932)
- The Little Giant (film) (1933)
- I Loved a Woman (1933)
- Dark Hazard (1934)
- The Man with Two Faces (1934)
- The Whole Town's Talking (1935)
- Barbary Coast (1935)
- Bullets or Ballots (1936) với Humphrey Bogart
- Thunder in the City (1937)
- Kid Galahad (1937) với Bette Davis và Humphrey Bogart
- The Last Gangster (1937) với James Stewart
- A Slight Case of Murder (1938)
- The Amazing Dr. Clitterhouse (1938)
- I Am the Law (1938)
- Verdensberømtheder i København (1939) (documentary)
- A Day at Santa Anita (1939) (short subject)
- Confessions of a Nazi Spy (1939)
- Blackmail (1939)
- Dr. Ehrlich's Magic Bullet (1940)
- Brother Orchid (1940) với Humphrey Bogart
- A Dispatch from Reuter's (1940)
- The Sea Wolf (1941) với John Garfield
- Manpower (1941) với Marlene Dietrich và George Raft
- Polo với the Stars (1941) (short subject)
- Unholy Partners (1941)
- Larceny, Inc. (1942)
- Tales of Manhattan (1942)
- Moscow Strikes Back (1942) (documentary) (narrator)
- Journey Together (1943) (RAF feature film)
- Magic Bullets (1943) (short subject) (narrator)
- Destroyer (1943)
- Flesh và Fantasy (1943)
- Tampico (1944)
- Mr. Winkle Goes to War (1944)
- Double Indemnity (1944) với Fred MacMurray và Barbara Stanwyck
- The Woman in the Window (1945)
- Our Vines Have Tender Grapes (1945)
- Scarlet Street (1945)
- American Creed (1946) (short subject)
- Journey Together (1946)
- The Stranger (1946) với Loretta Young và Orson Welles
- The Red House (1947)
- All My Sons (1948) với Burt Lancaster
- Key Largo (1948) với Humphrey Bogart và Lauren Bacall
- Night Has a Thousvà Eyes (1948)
- House of Strangers (1949)
- It's a Great Feeling (1949) (cameo)
- Operation X (1950)
- Actor's và Sin (1952)
- Vice Squad (1953)
- Big Leaguer (1953)
- The Glass Web (1953)
- What's My Line? (ngày 11 tháng 10 năm 1953; mystery guest)
- Black Tuesday (1954)
- The Violent Men (1955)
- Tight Spot (1955)
- A Bullet for Joey (1955)
- Hell on Frisco Bay (1955)
- Illegal (1955)
- Nightmare (1956)
- The Ten Commvàments (1956)
- The Heart of Show Business (1957) (short subject) (narrator)
- A Hole in the Head (1959) với Frank Sinatra
- Seven Thieves (1960)
- Pepe (1960) (cameo) với Cantinflas
- My Geisha (1962)
- Two Weeks in Another Town (1962) với Kirk Douglas
- Sammy Going South (1963) (a.k.a. A Boy Ten Feet Tall)
- The Prize (1963)
- Robin và the 7 Hoods (1964) (cameo) với the Rat Pack
- Good Neighbor Sam (1964) với Jack Lemmon
- Cheyenne Autumn (1964)
- The Outrage (1964)
- The Cincinnati Kid (1965) với Steve McQueen
- All About People (1967) (short subject) (narrator)
- Grand Slam (1967)
- The Blonde from Peking (1967)
- Operation St. Peter's (1967)
- The Biggest Bundle of Them All (1968)
- Never a Dull Moment (1968) với Dick Van Dyke
- It's Your Move (1969)
- Mackenna's Gold (1969) với Gregory Peck
- U.M.C. aka Operation Heartbeat (1969 TV movie; pilot for Medical Center)
- Song of Norway (1970)
- The Old Man Who Cried Wolf (1970)
- Mooch Goes to Hollywood (1971) (cameo)
- Neither by Day Nor by Night (1972)
- Soylent Green (1973) với Charlton Heston

## Phát thanh
| Năm  | Program              | Episode/source                              |
| ---- | -------------------- | ------------------------------------------- |
| 1940 | Screen Guild Theatre | Blind Alley                                 |
| 1946 | Suspense             | The Man Who Wanted to Be Edward G. Robinson |